# Oberea micholitzi
Oberea micholitzi là một loài bọ cánh cứng trong họ Cerambycidae.